# クァンナル駅
クァンナル駅（クァンナルえき）は大韓民国ソウル特別市広津区広壮洞にある、ソウル交通公社5号線の駅である。駅番号は546。
駅名の「クァンナル」は周辺地名「広津」の名前の由来となった、李氏朝鮮時代のクァンナル（광나루、クァン渡し場）から。副駅名にある長神大（チャンシンデ）とは、近隣の長老会神学大学校のことを指す。

## 歴史
- 1995年11月15日 - ソウル特別市都市鉄道公社（当時）5号線の駅として開業。
- 2017年5月31日 - ソウル特別市都市鉄道公社とソウルメトロが統合され、ソウル交通公社の駅となる。

## 駅構造

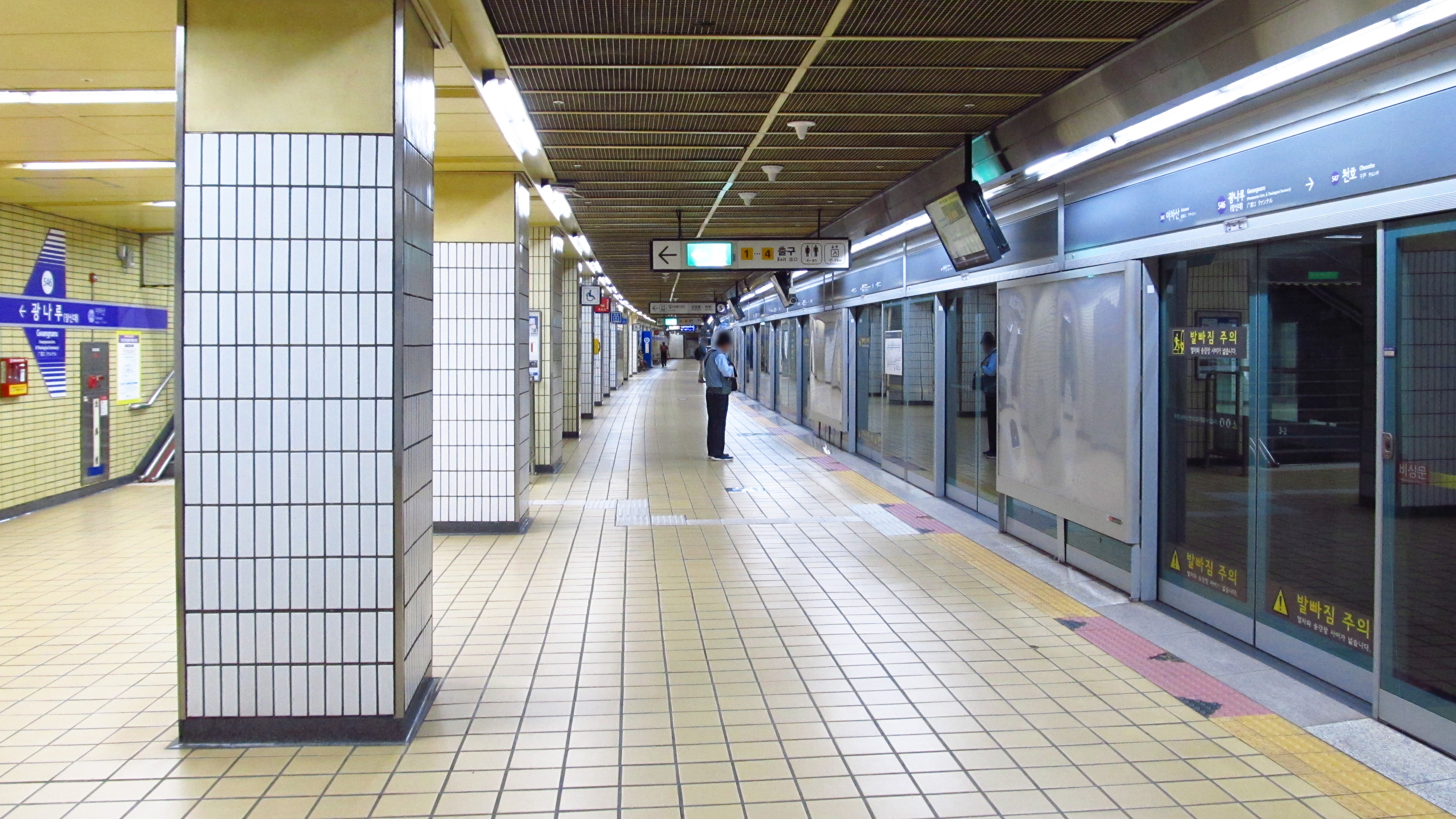
プラットホーム

相対式ホーム2面2線の地下駅。

### のりば
案内上ののりば番号は設定されていない。 
| 上り | 5号線 | 往十里・青丘・光化門・汝矣島・傍花方面 |
| 下り | 5号線 | 千戸・江東・河南黔丹山・馬川方面       |

## 利用状況
近年の一日平均利用人員推移は下記のとおり。
| 路線  | 路線     | 2000年 | 2001年 | 2002年 | 2003年 | 2004年 | 2005年 | 2006年 | 2007年 | 2008年 | 2009年 | 出典  |
| ----- | -------- | ------ | ------ | ------ | ------ | ------ | ------ | ------ | ------ | ------ | ------ | ----- |
| 5号線 | 乗車人員 | 12,637 | 14,931 | 15,565 | 15,778 | 15,400 | 14,902 | 13,846 | 14,307 | 14,810 | 14,702 | [ 1 ] |
| 5号線 | 降車人員 | 10,918 | 12,969 | 13,602 | 13,489 | 12,453 | 12,739 | 11,946 | 12,519 | 12,937 | 12,708 | [ 1 ] |
| 5号線 | 乗降人員 | 23,555 | 27,900 | 29,166 | 29,268 | 27,853 | 27,641 | 25,792 | 26,826 | 27,747 | 27,410 | [ 1 ] |
| 路線  | 路線     | 2010年 | 2011年 | 2012年 | 2013年 | 2014年 | 2015年 | 2016年 |        |        |        | [ 1 ] |
| 5号線 | 乗車人員 | 15,371 | 14,701 | 15,431 | 15,817 | 15,937 | 15,338 | 14,707 |        |        |        | [ 1 ] |
| 5号線 | 降車人員 | 13,305 | 13,225 | 13,695 | 14,068 | 14,227 | 13,826 | 13,216 |        |        |        | [ 1 ] |
| 5号線 | 乗降人員 | 28,676 | 27,926 | 29,126 | 29,885 | 30,164 | 29,164 | 27,923 |        |        |        | [ 1 ] |

## 駅周辺
- グランドウォーカーヒルソウル、ビスタウォーカーヒルソウル、ダグラスハウス
- クァンナル広津郵便局（朝鮮語版）
- 広南高等学校（朝鮮語版）
- 広南中学校（朝鮮語版）
- ソウル光南初等学校（朝鮮語版）
- 広壮洞住民センター
- 広壮中学校（朝鮮語版）
- ソウル広壮初等学校（朝鮮語版）
- YES24ライブホール（朝鮮語版）
- 長老会神学大学校（朝鮮語版）
- 広津区民体育センター
- 広津情報図書館（朝鮮語版）
- 広津青少年修練館
- 国民健康保険公団（朝鮮語版）広津支社
- ウォーカーヒルアパート（朝鮮語版）

## 隣の駅
ソウル交通公社
 5号線
峨嵯山駅 (545) - クァンナル駅 (546) - 千戸駅 (547)